# Manchester United F.C. mùa giải 2009–10
Mùa giải 2009-10 là mùa giải thứ 18 của Manchester United tại Giải bóng đá Ngoại hạng Anh, và là mùa thứ 35 liên tiếp của câu lạc bộ tại giải đấu cao nhất nước Anh. Sau khi cân bằng kỷ lục 18 chức vô địch bóng đá Anh của Liverpool vào mùa giải trước, Manchester United nuôi hy vọng phá kỷ lục đó với chức vô địch Ngoại hạng lần thứ 4 liên tiếp ở mùa giải 2009–10, nhưng cuối cùng họ phải xếp sau Chelsea khi kém 1 điểm duy nhất. Ngoài ra, họ cũng có cơ hội trở thành câu lạc bộ đầu tiên tham dự 3 trận chung kết Champions League sau Juventus năm 1998, nhưng họ đã để thua Bayern Munich trong trận tứ kết.
Ngày 28 tháng 2 năm 2010, Manchester United đã giành chức vô địch Cúp Liên đoàn bóng đá Anh lần thứ hai liên tiếp khi đánh bại Aston Villa 2–1 tại Sân vận động Wembley. Từ đó, họ trở thành câu lạc bộ đầu tiên bảo vệ thành công danh hiệu này kể từ khi Nottingham Forest làm được điều tương tự vào năm 1990, và là câu lạc bộ thứ 3 bảo vệ được danh hiệu này sau Forest (1989 và 1990) và Liverpool (1981, 1982, 1983 và 1984). Đây là danh hiệu Cúp Liên đoàn Anh thứ 4 và là danh hiệu thứ 3 của United trong 5 năm. Đây cũng là lần đầu tiên Quỷ Đỏ bảo vệ thành công một cúp lớn. Tuy nhiên, họ đã bị loại khỏi Cúp FA ngay tại vòng ba sau khi bất ngờ thất bại 1–0 trước Leeds United.

## Giao hữu trước mùa giải
| Ngày             | Đối thủ               | K/N | Kết quả F–A | Bàn thắng                                                                     | Khán giả |
| ---------------- | --------------------- | --- | ----------- | ----------------------------------------------------------------------------- | -------- |
| 18 tháng 7, 2009 | Malaysia XI           | K   | 3–2         | Rooney 8', Nani 28', Owen 85'                                                 | 85.000   |
| 20 tháng 7, 2009 | Malaysia XI           | K   | 2–0         | Macheda 11', Owen 13'                                                         | 30.000   |
| 24 tháng 7, 2009 | FC Seoul              | K   | 3–2         | Rooney 31', Macheda 58', Berbatov 65'                                         | 64.000   |
| 26 tháng 7, 2009 | Chiết Giang Lục Thành | K   | 8–2         | Owen (2) 23', 39', Berbatov 30', Tošić 32', Nani 50', Giggs (3) 71', 81', 88' | 30.000   |
| 29 tháng 7, 2009 | Boca Juniors          | N   | 2–1         | Anderson 23', Valencia 42'                                                    | 61.000   |
| 30 tháng 7, 2009 | Bayern Munich         | K   | 0–0 (6–7p)  |                                                                               | 69.000   |
| 5 tháng 8, 2009  | Valencia              | N   | 2–0         | Rooney 52', Cleverley 73'                                                     | 74.311   |

## Siêu cúp Anh
| Ngày               | Đối thủ | Sân     | Kết quả F–A | Bàn thắng              | Khán giả |
| ------------------ | ------- | ------- | ----------- | ---------------------- | -------- |
| 9 tháng 8 năm 2009 | Chelsea | Wembley | 2–2 (1–4p)  | Nani 10', Rooney 90+2' | 85.896   |

## Giải bóng đá Ngoại hạng Anh
Lịch thi đấu được đưa ra vào ngày 17 tháng 6 năm 2009, Manchester United mở màn mùa bóng với đối thủ là đội về nhì Giải hạng nhất là Birmingham City vào ngày 16 tháng 8 năm 2009.

### Các trận đấu
| Ngày                     | Đối thủ                 | C / K | Kết quả F–A | Ghi bàn                                                                           | Khán giả | Vị trí BXH |
| ------------------------ | ----------------------- | ----- | ----------- | --------------------------------------------------------------------------------- | -------- | ---------- |
| 16 tháng 8 năm 2009      | Birmingham City         | C     | 1–0         | Rooney 34'                                                                        | 75.062   | 9          |
| 19 tháng 8 năm 2009      | Burnley                 | K     | 0–1         |                                                                                   | 20.872   | 10         |
| 22 tháng 8 năm 2009      | Wigan Athletic          | K     | 5–0         | Rooney (2) 56', 65', Berbatov 58', Owen 85', Nani 90+2'                           | 18.164   | 3          |
| 29 tháng 8 năm 2009      | Arsenal                 | C     | 2–1         | Rooney 59' (pen.), Diaby 64' (o.g.)                                               | 75.095   | 3          |
| 12 tháng 9 năm 2009      | Tottenham Hotspur       | K     | 3–1         | Giggs 25', Anderson 41', Rooney 78'                                               | 35.785   | 2          |
| 20 tháng 9 năm 2009      | Manchester City         | C     | 4–3         | Rooney 2', Fletcher (2) 49', 80', Owen 90+6'                                      | 75.066   | 2          |
| 26 tháng 9 năm 2009      | Stoke City              | K     | 2–0         | Berbatov 62', O'Shea 77'                                                          | 27.500   | 1          |
| 3 tháng 10 năm 2009      | Sunderland              | C     | 2–2         | Berbatov 51', Ferdinand 90+4' (o.g.)                                              | 75.114   | 1          |
| 17 tháng 10 năm 2009     | Bolton Wanderers        | C     | 2–1         | Knight 5' (o.g.), Valencia 33'                                                    | 75.103   | 1          |
| 25 tháng 10 năm 2009     | Liverpool               | K     | 0–2         |                                                                                   | 44.188   | 2          |
| 31 tháng 10 năm 2009     | Blackburn Rovers        | C     | 2–0         | Berbatov 55', Rooney 87'                                                          | 74.658   | 2          |
| 8 tháng 11 năm 2009      | Chelsea                 | K     | 0–1         |                                                                                   | 41.836   | 3          |
| 21 tháng 11 năm 2009     | Everton                 | C     | 3–0         | Fletcher 35', Carrick 67', Valencia 76'                                           | 75.169   | 2          |
| 28 tháng 11 năm 2009     | Portsmouth              | K     | 4–1         | Rooney (3) 25' (pen.), 48', 54' (pen.), Giggs 87'                                 | 20.482   | 2          |
| 5 tháng 12 năm 2009      | West Ham United         | K     | 4–0         | Scholes 45+1', Gibson 61', Valencia 71', Rooney 72'                               | 34.980   | 2          |
| 12 tháng 12 năm 2009     | Aston Villa             | C     | 0–1         |                                                                                   | 75.130   | 2          |
| 15 tháng 12 năm 2009     | Wolverhampton Wanderers | C     | 3–0         | Rooney 30' (pen.), Vidić 43', Valencia 66'                                        | 73.709   | 2          |
| 19 tháng 12 năm 2009     | Fulham                  | K     | 0–3         |                                                                                   | 25.700   | 2          |
| 27 tháng 12 năm 2009     | Hull City               | K     | 3–1         | Rooney 45+2', Dawson 73' (o.g.), Berbatov 82'                                     | 24.627   | 2          |
| 30 tháng 12 năm 2009     | Wigan Athletic          | C     | 5–0         | Rooney 28', Carrick 32', Rafael 45', Berbatov 50', Valencia 75'                   | 74.560   | 2          |
| 9 tháng 1 năm 2010       | Birmingham City         | K     | 1–1         | Dann 63' (o.g.)                                                                   | 28.907   | 2          |
| 16 tháng 1 năm 2010      | Burnley                 | C     | 3–0         | Berbatov 64', Rooney 69', Diouf 90+1'                                             | 75.120   | 2          |
| 23 tháng 1 năm 2010      | Hull City               | C     | 4–0         | Rooney (4) 8', 82', 86', 90+3'                                                    | 73.933   | 1          |
| ngày 31 tháng 1 năm 2010 | Arsenal                 | K     | 3–1         | Nani 33', Rooney 37', Park 52'                                                    | 60.091   | 2          |
| 6 tháng 2 năm 2010       | Portsmouth              | C     | 5–0         | Rooney 40', Vanden Borre 45' (o.g.), Carrick 59', Berbatov 62', Wilson 69' (o.g.) | 74.684   | 1          |
| 10 tháng 2 năm 2010      | Aston Villa             | K     | 1–1         | Collins 23' (o.g.)                                                                | 42.788   | 2          |
| 20 tháng 2 năm 2010      | Everton                 | K     | 1–3         | Berbatov 16'                                                                      | 39.448   | 2          |
| 23 tháng 2 năm 2010      | West Ham United         | C     | 3–0         | Rooney (2) 38', 55', Owen 80'                                                     | 73.797   | 2          |
| 6 tháng 3 năm 2010       | Wolverhampton Wanderers | K     | 1–0         | Scholes 73'                                                                       | 28.883   | 1          |
| 14 tháng 3 năm 2010      | Fulham                  | C     | 3–0         | Rooney (2) 46', 84', Berbatov 89'                                                 | 75.207   | 1          |
| 21 tháng 3 năm 2010      | Liverpool               | C     | 2–1         | Rooney 12', Park 60'                                                              | 75.216   | 1          |
| 27 tháng 3 năm 2010      | Bolton Wanderers        | K     | 4–0         | Samuel 38' (o.g.), Berbatov (2) 69', 78', Gibson 82'                              | 25.370   | 1          |
| 3 tháng 4 năm 2010       | Chelsea                 | C     | 1–2         | Macheda 81'                                                                       | 75.217   | 2          |
| 11 tháng 4 năm 2010      | Blackburn Rovers        | K     | 0–0         |                                                                                   | 29.912   | 2          |
| 17 tháng 4 năm 2010      | Manchester City         | K     | 1–0         | Scholes 90+3'                                                                     | 47.019   | 2          |
| 24 tháng4, 2010          | Tottenham Hotspur       | C     | 3–1         | Giggs (2) 58' (pen.), 86' (pen.), Nani 81'                                        | 75.268   | 1          |
| 2 tháng 5 năm 2010       | Sunderland              | K     | 1–0         | Nani 28'                                                                          | 47.641   | 2          |
| 9 tháng 5 năm 2010       | Stoke City              | C     | 4–0         | Fletcher 31', Giggs 38', Higginbotham 54' (o.g.), Park 84'                        | 75.316   | 2          |

### Bảng xếp hạng
| STT | Câu lạc bộ        | ST | T  | H | B | BT  | BB | HS  | Đ  |
| --- | ----------------- | -- | -- | - | - | --- | -- | --- | -- |
| 1   | Chelsea           | 38 | 27 | 5 | 6 | 103 | 32 | +71 | 86 |
| 2   | Manchester United | 38 | 27 | 4 | 7 | 86  | 28 | +58 | 85 |
| 3   | Arsenal           | 38 | 23 | 6 | 9 | 83  | 41 | +42 | 75 |

## FA cup
Manchester United dừng bước tại Cúp FA 2009-10 tại vòng 3 khi để thua đại kình địch là Leeds United ngay tại Old Trafford vào ngày 3 tháng 1 năm 2010.
| ngày               | Vòng   | Đối thủ      | H / A | Kết quả F–A | Ghi bàn | Khán giả |
| ------------------ | ------ | ------------ | ----- | ----------- | ------- | -------- |
| 3 tháng 1 năm 2010 | Vòng 3 | Leeds United | H     | 0–1         |         | 74,526   |

## Liên đoàn Anh
| Ngày                 | Vòng đấu        | Đối thủ                 | N / K | Kết quả | Ghi bàn                                | Khán giả |
| -------------------- | --------------- | ----------------------- | ----- | ------- | -------------------------------------- | -------- |
| 23 tháng 9 năm 2009  | Vòng 3          | Wolverhampton Wanderers | N     | 1–0     | Welbeck 66'                            | 51,160   |
| 27 tháng 10 năm 2009 | Vòng 4          | Barnsley                | K     | 2–0     | Welbeck 6', Owen 59'                   | 20,019   |
| 1 tháng 12 năm 2009  | Vòng 5          | Tottenham Hotspur       | N     | 2–0     | Gibson (2) 16', 38'                    | 57,212   |
| 19 tháng 1 năm 2010  | Bán kết Lượt đi | Manchester City         | K     | 1–2     | Giggs 17'                              | 46,067   |
| 27 tháng 1 năm 2010  | Bán kết Lượt về | Manchester City         | N     | 3–1     | Scholes 52', Carrick 71', Rooney 90+2' | 74,576   |
| 28 tháng 2 năm 2010  | Chung kết       | Aston Villa             | TL    | 2–1     | Owen 12', Rooney 74'                   | 88,596   |

## UEFA Champions League

### Vòng bảng
| Ngày                 | Đối thủ     | C / K | Tỷ số | Ghi bàn                               | Khán giả | Vị trí |
| -------------------- | ----------- | ----- | ----- | ------------------------------------- | -------- | ------ |
| 15 tháng 9 năm 2009  | Beşiktaş    | K     | 1–0   | Scholes 77'                           | 26.448   | 2      |
| 30 tháng 9 năm 2009  | Wolfsburg   | C     | 2–1   | Giggs 59', Carrick 78'                | 74.037   | 1      |
| 21 tháng 10 năm 2009 | CSKA Moscow | K     | 1–0   | Valencia 86'                          | 51.250   | 1      |
| 3 tháng 11 năm 2009  | CSKA Moscow | C     | 3–3   | Owen 29', Scholes 84', Valencia 90+2' | 73.718   | 1      |
| 25 tháng 11 năm 2009 | Beşiktaş    | C     | 0–1   |                                       | 74.242   | 1      |
| 8 tháng 12 năm 2009  | Wolfsburg   | K     | 3–1   | Owen (3) 44', 83', 90+1'              | 26.490   | 1      |

| Đội               | ST | T | H | B | BT | BB | HS | Đ  |
| ----------------- | -- | - | - | - | -- | -- | -- | -- |
| Manchester United | 6  | 4 | 1 | 1 | 10 | 6  | +4 | 13 |
| CSKA Moscow       | 6  | 3 | 1 | 2 | 10 | 10 | 0  | 10 |
| Wolfsburg         | 6  | 2 | 1 | 3 | 9  | 8  | +1 | 7  |
| Beşiktaş          | 6  | 1 | 1 | 4 | 3  | 8  | −5 | 4  |

### Vòng knock-out
| ngày                | Vòng                | Đối thủ       | C / K | kết quả F–A | Bàn thắng                                   | Khản giả |
| ------------------- | ------------------- | ------------- | ----- | ----------- | ------------------------------------------- | -------- |
| 16 tháng 2 năm 2010 | Vòng 16 đội Lượt đi | Milan         | K     | 3–2         | Scholes 36', Rooney (2) 66', 74'            | 78.587   |
| 10 tháng 3 năm 2010 | Vòng 16 đội Lượt về | Milan         | C     | 4–0         | Rooney (2) 13', 46', Park 59', Fletcher 88' | 74.595   |
| 30 tháng 3 năm 2010 | Tứ kết lượt đi      | Bayern Munich | K     | 1–2         | Rooney 2'                                   | 66.000   |
| 7 tháng 4 năm 2010  | Tứ kết Lượt về      | Bayern Munich | C     | 3–2         | Gibson 3', Nani (2) 7', 41'                 | 74,482   |

## Thống kê đội hình
| Số áo | Vị trí | Cầu thủ           | Ngoại hạng Anh | Ngoại hạng Anh | Cúp FA | Cúp FA | Cúp Liên đoàn | Cúp Liên đoàn | Cúp châu Âu | Cúp châu Âu | Siêu cúp Anh | Siêu cúp Anh | Tổng cộng | Tổng cộng | Thẻ phạt | Thẻ phạt |
| Số áo | Vị trí | Cầu thủ           | Trận           | Bàn            | Trận   | Bàn    | Trận          | Bàn           | Trận        | Bàn         | Trận         | Bàn          | Trận      | Bàn       |          |          |
| ----- | ------ | ----------------- | -------------- | -------------- | ------ | ------ | ------------- | ------------- | ----------- | ----------- | ------------ | ------------ | --------- | --------- | -------- | -------- |
| 1     | TM     | Edwin van der Sar | 21             | 0              | 0      | 0      | 2             | 0             | 6           | 0           | 0            | 0            | 29        | 0         | 1        | 0        |
| 2     | HV     | Gary Neville (c)  | 15(2)          | 0              | 1      | 0      | 3(1)          | 0             | 6           | 0           | 0            | 0            | 25(3)     | 0         | 4        | 1        |
| 3     | HV     | Patrice Evra      | 37(1)          | 0              | 0      | 0      | 3             | 0             | 7(2)        | 0           | 1            | 0            | 48(3)     | 0         | 7        | 0        |
| 4     | TV     | Owen Hargreaves   | 0(1)           | 0              | 0      | 0      | 0             | 0             | 0           | 0           | 0            | 0            | 0(1)      | 0         | 0        | 0        |
| 5     | HV     | Rio Ferdinand     | 12(1)          | 0              | 0      | 0      | 1             | 0             | 6           | 0           | 1            | 0            | 20(1)     | 0         | 0        | 0        |
| 6     | HV     | Wes Brown         | 18(1)          | 0              | 1      | 0      | 4(1)          | 0             | 2(2)        | 0           | 0            | 0            | 25(4)     | 0         | 2        | 0        |
| 7     | TĐ     | Michael Owen      | 5(14)          | 3              | 0(1)   | 0      | 3(1)          | 2             | 3(3)        | 4           | 0(1)         | 0            | 11(20)    | 9         | 1        | 0        |
| 8     | TV     | Anderson          | 10(4)          | 1              | 1      | 0      | 3             | 0             | 5           | 0           | 0            | 0            | 19(4)     | 1         | 1        | 0        |
| 9     | TĐ     | Dimitar Berbatov  | 24(9)          | 12             | 1      | 0      | 2             | 0             | 1(5)        | 0           | 1            | 0            | 29(14)    | 12        | 3        | 0        |
| 10    | TĐ     | Wayne Rooney      | 32             | 26             | 1      | 0      | 2(1)          | 2             | 6(1)        | 5           | 1            | 1            | 42(2)     | 34        | 8        | 0        |
| 11    | TV     | Ryan Giggs        | 20(5)          | 5              | 0(1)   | 0      | 2             | 1             | 1(2)        | 1           | 0(1)         | 0            | 23(9)     | 7         | 0        | 0        |
| 12    | TM     | Ben Foster        | 9              | 0              | 0      | 0      | 1             | 0             | 2           | 0           | 1            | 0            | 13        | 0         | 0        | 0        |
| 13    | TV     | Park Ji-sung      | 10(7)          | 3              | 0      | 0      | 2             | 0             | 5(1)        | 1           | 1            | 0            | 18(8)     | 4         | 0        | 0        |
| 14    | TV     | Zoran Tošić       | 0              | 0              | 0      | 0      | 0(2)          | 0             | 0           | 0           | 0            | 0            | 0(2)      | 0         | 1        | 0        |
| 15    | HV     | Nemanja Vidić     | 24             | 1              | 0      | 0      | 2             | 0             | 7           | 0           | 0            | 0            | 33        | 1         | 12       | 1        |
| 16    | TV     | Michael Carrick   | 22(8)          | 3              | 0      | 0      | 4(1)          | 1             | 6(2)        | 1           | 1            | 0            | 33(11)    | 5         | 3        | 1        |
| 17    | TV     | Nani              | 19(4)          | 3              | 0      | 0      | 2             | 0             | 8           | 2           | 1            | 1            | 30(4)     | 6         | 2        | 1        |
| 18    | TV     | Paul Scholes      | 24(4)          | 3              | 0      | 0      | 1(1)          | 1             | 7           | 3           | 0(1)         | 0            | 32(6)     | 7         | 13       | 1        |
| 19    | TĐ     | Danny Welbeck     | 1(4)           | 0              | 1      | 0      | 3             | 2             | 2           | 0           | 0            | 0            | 7(4)      | 2         | 0        | 0        |
| 20    | HV     | Fábio             | 1(4)           | 0              | 1      | 0      | 2             | 0             | 2           | 0           | 0(1)         | 0            | 6(5)      | 0         | 1        | 1        |
| 21    | HV     | Rafael            | 8              | 1              | 0      | 0      | 4             | 0             | 3(1)        | 0           | 0            | 0            | 15(1)     | 1         | 5        | 1        |
| 22    | HV     | John O'Shea       | 12(3)          | 1              | 0      | 0      | 0             | 0             | 2(1)        | 0           | 1            | 0            | 15(4)     | 1         | 0        | 0        |
| 23    | HV     | Jonny Evans       | 18             | 0              | 1      | 0      | 5             | 0             | 3           | 0           | 1            | 0            | 28        | 0         | 2        | 0        |
| 24    | TV     | Darren Fletcher   | 29(1)          | 4              | 0      | 0      | 3             | 0             | 6(1)        | 1           | 1            | 0            | 39(2)     | 5         | 7        | 1        |
| 25    | TV     | Antonio Valencia  | 29(5)          | 5              | 0(1)   | 0      | 2(2)          | 0             | 6(3)        | 2           | 0(1)         | 0            | 37(12)    | 7         | 3        | 0        |
| 26    | TĐ     | Gabriel Obertan   | 1(6)           | 0              | 1      | 0      | 2             | 0             | 1(2)        | 0           | 0            | 0            | 5(8)      | 0         | 1        | 0        |
| 27    | TĐ     | Federico Macheda  | 1(4)           | 1              | 0      | 0      | 2(1)          | 0             | 2           | 0           | 0            | 0            | 5(5)      | 1         | 1        | 0        |
| 28    | TV     | Darron Gibson     | 6(9)           | 2              | 1      | 0      | 2(1)          | 2             | 3(1)        | 1           | 0            | 0            | 12(11)    | 5         | 4        | 0        |
| 29    | TM     | Tomasz Kuszczak   | 8              | 0              | 1      | 0      | 3             | 0             | 2           | 0           | 0            | 0            | 14        | 0         | 0        | 0        |
| 30    | HV     | Ritchie De Laet   | 2              | 0              | 0      | 0      | 1(2)          | 0             | 0           | 0           | 0            | 0            | 3(2)      | 0         | 1        | 0        |
| 31    | TV     | Corry Evans       | 0              | 0              | 0      | 0      | 0             | 0             | 0           | 0           | 0            | 0            | 0         | 0         | 0        | 0        |
| 32    | TĐ     | Mame Biram Diouf  | 0(5)           | 1              | 0      | 0      | 0(1)          | 0             | 0           | 0           | 0            | 0            | 0(6)      | 1         | 1        | 0        |
| 33    | TV     | Sam Hewson        | 0              | 0              | 0      | 0      | 0             | 0             | 0           | 0           | 0            | 0            | 0         | 0         | 0        | 0        |
| 35    | TV     | Tom Cleverley     | 0              | 0              | 0      | 0      | 0             | 0             | 0           | 0           | 0            | 0            | 0         | 0         | 0        | 0        |
| 36    | HV     | David Gray        | 0              | 0              | 0      | 0      | 0             | 0             | 0           | 0           | 0            | 0            | 0         | 0         | 0        | 0        |
| 37    | HV     | Craig Cathcart    | 0              | 0              | 0      | 0      | 0             | 0             | 0           | 0           | 0            | 0            | 0         | 0         | 0        | 0        |
| 38    | TM     | Ron-Robert Zieler | 0              | 0              | 0      | 0      | 0             | 0             | 0           | 0           | 0            | 0            | 0         | 0         | 0        | 0        |
| 39    | HV     | James Chester     | 0              | 0              | 0      | 0      | 0             | 0             | 0           | 0           | 0            | 0            | 0         | 0         | 0        | 0        |
| 40    | TM     | Ben Amos          | 0              | 0              | 0      | 0      | 0             | 0             | 0           | 0           | 0            | 0            | 0         | 0         | 0        | 0        |
| 41    | TĐ     | Joshua King       | 0              | 0              | 0      | 0      | 0(1)          | 0             | 0           | 0           | 0            | 0            | 0(1)      | 0         | 0        | 0        |
| 42    | TV     | Magnus Eikrem     | 0              | 0              | 0      | 0      | 0             | 0             | 0           | 0           | 0            | 0            | 0         | 0         | 0        | 0        |
| 43    | TV     | Matty James       | 0              | 0              | 0      | 0      | 0             | 0             | 0           | 0           | 0            | 0            | 0         | 0         | 0        | 0        |
| 44    | HV     | Joe Dudgeon       | 0              | 0              | 0      | 0      | 0             | 0             | 0           | 0           | 0            | 0            | 0         | 0         | 0        | 0        |
| 45    | HV     | Oliver Gill       | 0              | 0              | 0      | 0      | 0             | 0             | 0           | 0           | 0            | 0            | 0         | 0         | 0        | 0        |
| 46    | TV     | Cameron Stewart   | 0              | 0              | 0      | 0      | 0             | 0             | 0           | 0           | 0            | 0            | 0         | 0         | 0        | 0        |
| 47    | TV     | Oliver Norwood    | 0              | 0              | 0      | 0      | 0             | 0             | 0           | 0           | 0            | 0            | 0         | 0         | 0        | 0        |
| –     | –      | Phản lưới nhà     | –              | 11             | –      | 0      | –             | 0             | –           | 0           | –            | 0            | –         | 11        | –        | –        |

Thống kê chính xác tính đến trận đấu diễn ra ngày 9 tháng 5 năm 2010

## Chuyển nhượng

### Đến
| Ngày                | VT | Cầu thủ          | Từ                  | Phí chuyển nhượng   | Ref.  |
| ------------------- | -- | ---------------- | ------------------- | ------------------- | ----- |
| 30 tháng 6 năm 2009 | TV | Antonio Valencia | Wigan Athletic      | Không được tiết lộ  | [ 4 ] |
| 3 tháng 7 năm 2009  | TV | Michael Owen     | Chuyển nhượng tự do | Chuyển nhượng tự do | [ 5 ] |
| 8 tháng 7 năm 2009  | TĐ | Gabriel Obertan  | Bordeaux            | Không được tiết lộ  | [ 6 ] |
| 30 tháng 7 năm 2009 | TĐ | Mame Biram Diouf | Molde               | Không được tiết lộ  | [ 7 ] |

### Đi
| Ngày                | VT | Cầu thủ           | Tới              | Phí chuyển nhượng  | Ref.          |
| ------------------- | -- | ----------------- | ---------------- | ------------------ | ------------- |
| 1 tháng 7 năm 2009  | TV | Cristiano Ronaldo | Real Madrid      | 80 triệu £         | [ 8 ]         |
| 6 tháng 7 năm 2009  | TV | Lee Martin        | Ipswich Town     | Không được tiết lộ | [ 9 ]         |
| 11 tháng 7 năm 2009 | TĐ | Fraizer Campbell  | Sunderland       | 3,5 triệu £        | [ 10 ]        |
| 15 tháng 7 năm 2009 | HV | Richard Eckersley | Burnley          | 500 nghìn £        | [ 11 ] [ 12 ] |
| 17 tháng 7 năm 2009 | TĐ | Manucho           | Real Valladolid  | Không được tiết lộ | [ 13 ]        |
| 20 tháng 1 năm 2010 | HV | Danny Simpson     | Newcastle United | Không được tiết lộ | [ 14 ]        |
| 19 tháng 5 năm 2010 | TM | Ben Foster        | Birmingham City  | Không được tiết lộ | [ 15 ]        |

### Cho mượn
| Ngày đi              | Ngày về              | VT | Cầu thủ           | Tới                 | Ref.                 |
| -------------------- | -------------------- | -- | ----------------- | ------------------- | -------------------- |
| 2 tháng 7 năm 2009   | 30 tháng 6 năm 2010  | TV | Rodrigo Possebon  | Braga               | [ 16 ]               |
| 5 tháng 8 năm 2009   | 31 tháng 12 năm 2009 | TĐ | Mame Biram Diouf  | Molde               | [ 7 ]                |
| 13 tháng 8 năm 2009  | 30 tháng 6 năm 2010  | TV | Daniel Drinkwater | Huddersfield Town   | [ 17 ]               |
| 14 tháng 8 năm 2009  | 18 tháng 1 năm 2010  | HV | Danny Simpson     | Newcastle United    | [ 18 ]               |
| 14 tháng 8 năm 2009  | 14 tháng 11 năm 2009 | TM | Tom Heaton        | Queens Park Rangers | [ 19 ]               |
| 17 tháng 8 năm 2009  | 30 tháng 6 năm 2010  | TV | Tom Cleverley     | Watford             | [ 20 ] [ 21 ]        |
| 31 tháng 8 năm 2009  | 30 tháng 9 năm 2009  | HV | Scott Moffatt     | Altrincham          | [ 22 ]               |
| 15 tháng 9 năm 2009  | 4 tháng 1 năm 2010   | HV | Craig Cathcart    | Watford             | [ 23 ]               |
| 21 tháng 9 năm 2009  | 19 tháng 12 năm 2009 | HV | David Gray        | Plymouth Argyle     | [ 24 ]               |
| 21 tháng 9 năm 2009  | 19 tháng 12 năm 2009 | HV | James Chester     | Plymouth Argyle     | [ 24 ]               |
| 29 tháng 10 năm 2009 | 25 tháng 11 năm 2009 | TM | Ben Amos          | Peterborough United | [ 25 ]               |
| 6 tháng 11 năm 2009  | 16 tháng 1 năm 2010  | TĐ | Febian Brandy     | Gillingham          | [ 26 ]               |
| 13 tháng 11 năm 2009 | 31 tháng 1 năm 2010  | TM | Tom Heaton        | Rochdale            | [ 27 ] [ 28 ] [ 29 ] |
| 25 tháng 1 năm 2010  | 30 tháng 6 năm 2010  | TĐ | Danny Welbeck     | Preston North End   | [ 30 ] [ 31 ]        |
| 27 tháng 1 năm 2010  | 30 tháng 6 năm 2010  | TV | Zoran Tošić       | Köln                | [ 32 ]               |
| 1 tháng 2 năm 2010   | 8 tháng 5 năm 2010   | TV | Sam Hewson        | Bury                | [ 33 ]               |
| 9 tháng 2 năm 2010   | 12 tháng 5 năm 2010  | TV | Matty James       | Preston North End   | [ 34 ]               |
| 12 tháng 2 năm 2010  | 8 tháng 5 năm 2010   | TM | Tom Heaton        | Wycombe Wanderers   | [ 35 ]               |
| 15 tháng 3 năm 2010  | 10 tháng 6 năm 2010  | TM | Ben Amos          | Molde               | [ 36 ]               |